# هيلولة الولي الصالح الرابين إسحاق بن الوليد
هيلولة ربي إسحاق بن الوليد هي ذكرى وفاة الحاخام إسحاق بن الوليد. يتم إحياءها في مدينة تطوان بالمغرب.

## تاريخ
لم يكن الحاخام إسحاق بن الوليد زعيمًا دينيًا فحسب ، بل عرف كذلك بجهوده المبذولة لتحسين تعليم اليهود في في مدينة تطوان من خلال تأسيس أول مدرسة تابعة للاتحاد الإسرائيلي العالمي في المدينة سنة 1862.
بعد وفاته عن عمر يناهز 93 عامًا في 9 آذار 5630 من التقويم العبري ، أصبح قبر ربي إسحاق بن وليد محجا، و كذا غرفة الدراسة لخاصة به، المتواجدة في علية الكنيس. واليوم ، يزور الضريح والكنيس في ذكرى وفاته يهود مغاربة من جميع أنحاء العالم.